# Rio Zapardiel
O rio Zapardiel é um rio de Espanha, afluente da margem esquerda do rio Douro. Desagua junto de Vega Duero, localidade espanhola a cerca de 4 km de Tordesillas, corre ao longo de 103 km e tem uma bacia hidrográfica com 1445 km².